# مؤرج سدوسی
مُؤرَّج بن عمرو سَدوسی (؟ -۸۱۱م) محدث، زبان‌شناس، نسب‌شناس، ادیب و شاعر عرب عراقی در سدهٔ دوم هجری بود.

## زندگی
سال میلادش معلوم نیست. نام و نسب کاملش «ابوفَید مؤرّج بن عمرو بن حارث، سَدوسی عِجلی» ذکر شده است. در بادیهٔ بصره زاده شد، خود در این باره نوشته است:
 از بادیه آمدم و آشنایی به قیاس در علوم عربی نداشتم و از روی قریحه خود فرا می‌گرفتم. نخستین حلقه‌ای که شرکت جستم، نزد ابوزید انصاری در بصره بود.
در بصره از خلیل بن احمد و ابی‌عمرو ابن العلاء، نحو و زبان فراگرفت. از «ابوزید انصاری» و «شعبة ابن الحلاج» حدیث روایت کرد. در سال ۱۸۹ق که هارون‌الرشید با مأمون به ری رفت، همراه مأمون بود. سدوسی در مرو ساکن شد، مدتی به نیشابور و گرگان برای تحصیل می‌رفت. درگذشت او در سال ۱۹۵ق در نیشابور بوده است.

## آثار
- کتاب الغریب القرآن
- کتاب الانواء
- کتاب المعانی
- کتاب جماهر القبائل
- کتاب نسب قریش
- کتاب حذف من نسب قریش
- کتاب الأمثال